# コロケーションルール
コロケーションルールとは、市場占有率の高い電気通信事業者の建屋などに、相互接続する事業者の事業展開上不可欠な設備を設置する規則である。

## 概要
電気通信事業者間の相互接続において、加入者線を相当な規模で有する事業者の建屋に設備を設置することは必須である。その競争中立・公平な規則を定める必要がある。

## 日本での歴史
- 1997年11月 : コロケーションルールを接続約款に規定。
- 1999年8月 : 負担額を接続約款に明示。接続事業者側が必要とする装置を合理的な範囲で規定。
- 1999年10月 : 負担額を正味固定資産額で算定。
- 2000年9月 : 手続き・標準処理期間・工事保守費用を接続約款に規定。
- 2000年9～12月 : 空き場所情報を無償提供・空き場所がない場合は立ち入りを受け入れることなどを接続約款に規定。
- 2001年12月 : 保留期間の短縮化などを接続約款に規定。特定事業者が大量留保し、他事業者の事業展開が困難となる事例が発生したため。
- 2002年5月 : 設置場所・電力設備・主配線盤が枯渇している地区における配分上限値の設定を接続約款に規定。
- 2003年5月 : 保留解除の違約金を接続約款に規定。
- 2007年10月 : 電柱の手続き・金額を接続約款に規定。